# Мемориал Карлоса Торре
Мемориал Карлоса Торре Репетто — ежегодный шахматный турнир в честь известного шахматиста Карлоса Торре Репетто (1905—1978). Он проводится в городе Мерида (Мексика). Впервые состоялся в 1987 году и с тех пор превратился в сильный международный турнир.

## Победители мемориала
| #  | Год  | Победитель                           |
| -- | ---- | ------------------------------------ |
| 1  | 1987 | Роберто Мартин дель Кампо (Мексика)  |
| 2  | 1989 | Марсель Сисньега Кампбель (Мексика)  |
| 3  | 1990 | Марсель Сисньега Кампбель (Мексика)  |
| 4  | 1991 | Марсель Сисньега Кампбель (Мексика)  |
| 5  | 1992 | Хильберто Эрнандес Герреро (Мексика) |
| 6  | 1993 | Хильберто Эрнандес Герреро (Мексика) |
| 7  | 1994 | Хильдардо Гарсия (Колумбия)          |
| 8  | 1995 | Хильберто Эрнандес Герреро (Мексика) |
| 9  | 1996 | Роберто Мартин дель Кампо (Мексика)  |
| 10 | 1997 | Хесус Ногейрас (Куба)                |
| 11 | 1998 | Ларри Кристиансен (США)              |
| 12 | 1999 | Антони Майлс (Англия)                |
| 13 | 2000 | Валерий Филиппов (Россия)            |
| 14 | 2001 | Леньер Домингес Перес (Куба)         |
| 15 | 2002 | Валерий Филиппов (Россия)            |
| 16 | 2003 | Юньески Кесада Перес (Куба)          |
| 17 | 2004 | Василий Иванчук (Украина)            |
| 18 | 2005 | Ласаро Брусон Батиста (Куба)         |
| 19 | 2006 | Василий Иванчук (Украина)            |
| 20 | 2007 | Василий Иванчук (Украина)            |
| 21 | 2008 | Александр Онищук (США)               |
| 22 | 2010 | Эмилио Кордова Даса (Перу)           |
| 23 | 2011 | Фидель Корралес Хименес (Куба)       |
| 24 | 2012 | Ариам Абреу Дельгадо (Куба)          |
| 25 | 2013 | Ласаро Брусон Батиста (Куба)         |